# Szlendro
A szlendro egy ötfokú zenei hangsor, az indonéziai gamelán zene leggyakrabban használt skálája a pelog mellett. Az ázsiára jellemző ötfokúságnak egy különös változatát képviseli, amennyiben az oktávot öt nagyjából egyenlő részre osztja. Ebben a hangsorban egyetlen skálafok sem feleltethető meg a nyugati zene diatonikus hangsora valamelyik fokának, az oktávon kívül egyetlen olyan hangközt sem tartalmaz, ami közel állna az egyszerű matematikai aránnyal kifejezhető hangközökhöz, mint a kvint, a kvart, a terc vagy a szekund.
A szlendróban minden hangköz centben kifejezve elvileg 240 C nagyságú, tehát
- a második fok (barang) értéke, 240 C csaknem középúton van az egészhang és a kisterc között;
- a harmadik fok (gulu) értéke 480 C, jól hallhatóan alacsonyabb, mint akár a tiszta vagy a temperált kvart;
- a negyedik fok (dada) értéke 720 C, számottevően magasabb, mint a tiszta vagy temperált kvint;
- az ötödik fok (lima) értéke 960 C, ez csaknem félúton van a nagy szext és a kis szeptim között.

A szlendro hangsornak és a nyugati kiegyenlített hangolású hangsornak az egybevetése az egy oktávot felölelő cent-skálán a következő diagramot adja:
| nem 0 | barang 240 | gulu 480 | dada 720 | lima 960 | nem 1200 |

| 240 | 240 | 240 | 240 | 240 |

| 100 | 100 | 100 | 100 | 100 | 100 | 100 | 100 | 100 | 100 | 100 | 100 |

| dó |  | ré |  | mi | fá |  | szó |  | lá |  | ti | dó |

Fontos hangsúlyozni, hogy ez csak elméleti séma, a gyakorlatban a szlendro hangközei kis mértékben eltérhetnek egymástól, sőt zenekaronként is különbözőek lehetnek; nincsenek olyan szigorúan meghatározva, mint a nyugati hangsorok hangközei.